# Récréations littéraires

Les Récréations littéraires sont un recueil de « curiosités et singularités, bévues et lapsus » relevés par Albert Cim au cours de ses lectures. Publié en 1920, cet ouvrage est l'un des premiers consacrés aux perles que laissent échapper les romanciers, les poètes et les auteurs dramatiques, soit par ignorance ou inattention, soit par manque de goût ou de sens critique. 
Certaines de ces perles étaient déjà célèbres au temps où écrivait Albert Cim. Celles qu'il a choisies proviennent aussi bien des auteurs de romans-feuilletons, où elles abondent, que des grands écrivains, où elles se trouvent même chez les plus consciencieux. Cim dit n'avoir pas voulu se moquer, mais se divertir, rien de plus. En bibliographe qu'il était, il a pris soin d'indiquer ses sources.

## Florilège

### Curiosités mathématiques
- Gustave Flaubert

« Un matin, le père Rouault vint apporter à Charles le payement de sa jambe remise : soixante et quinze francs en pièces de quarante sous et une dinde.
- Alphonse Daudet

« Quatre mille Arabes couraient derrière [un chameau], pieds nus, gesticulant, riant comme des fous, et faisaient luire au soleil six cent mille dents blanches. »
- Charles Mérouvel

« Cette femme avait [...] une taille svelte et souple qu'une main d'homme eût emprisonnée dans ses dix doigts. »
- Émile Richebourg

« Ce village est situé au centre du triangle obtus que forment les trois villes de Dijon, Châtillon-sur-Seine et Langres. »
- Paul de Kock

« Dès qu'on est deux, je forme un quadrille. »
- Paul de Kock

« Remettez-vous, monsieur, dit le notaire à Adolphe en souriant de son étonnement. Onze cent mille francs, c'est une jolie fortune, mais enfin vous ne serez pas encore millionnaire. »
- François de Nion

« Moitié plâtre, moitié briques, moitié bois, ces maisons servaient d'habitations à des rentiers d'Aix-la-Chapelle. »

### Singularités anatomiques
- Jean-Jacques Rousseau

« Quel supplice, auprès d'un objet chéri, de sentir que la main nous embrasse, et que le cœur nous repousse ! »
- Voltaire

« Je foule aux pieds ce trône, et je règne en des lieux / Où mon front avili n'osa lever les yeux. »
- Alfred de Musset

« La bouche garde le silence / Pour écouter parler le cœur... »
- Eugène Fromentin

« Menant son équipage d'une main, de l'autre il fumait une cigarette... »
- Gustave Flaubert

« Il reçut pour sa fête une belle tête phrénologique, toute marquetée de chiffres jusqu'au thorax et peinte en bleu. »
- Prosper Mérimée

« Colomba poussa un soupir, regarda attentivement pendant une minute le tapis de la table, puis les poutres du plafond ; enfin, mettant la main sur ses yeux, comme ces oiseaux qui se rassurent et croient n'être point vus quand ils ne voient point eux-mêmes, chanta, ou plutôt déclama d'une voix mal assurée la serenata qu'on va lire. »
- Ponson du Terrail

« Elle avait la main froide d'un serpent. »
- Edmond About

« Victorine continua sa lecture en fermant les yeux. »
- Gustave Droz

« Sur l'honneur, je sentis une larme qui me montait à la gorge. »
- Anatole France

« Son nez vaste et charnu, ses lèvres épaisses apparaissaient comme de puissants appareils pour pomper et pour absorber, tandis que son front fuyant, sous de gros yeux pâles, trahissait la résistance à toute délicatesse morale. »
- Frédéric Soulié

« C'était une figure de reine et une taille de nymphe qui parlait ainsi. »
- Champfleury

« Le dandy [...] a passé un pouce déhanché dans son gilet pour en dégager les revers... »
- Champfleury

« Les dames chuchotèrent en se regardant avec des bouches souriantes et des roucoulements d'yeux qu'eût enviés une actrice pour jouer les rôles de Marivaux. »
- Henry Murger

« Un soir, en traversant le boulevard, Marcel aperçut à quelques pas de lui une jeune dame qui, en descendant de voiture, laissait voir un bout de bas blanc... — Parbleu, fit Marcel, voilà une jolie jambe : j'ai bien envie de lui offrir mon bras. »
- Edmond et Jules de Goncourt

« Sur le siège, le dos du cocher était étonné d'entendre pleurer si fort. »

### Évidences
- Nicolas Boileau

« Pégase s'effarouche et recule en arrière. »
- Pierre Corneille

« Il en coûta la vie et la tête à Pompée. »
- Nicolas Brazier

« En vous voyant sous l'habit militaire, / J'ai déviné que vous étiez soldat. »
- Alfred de Musset

« L'esturgeon monstrueux soulève de son dos / Le manteau bleu des mers, et regarde en silence / Passer l'astre des nuits... »
- François Ponsard

« Quand la borne est franchie, il n'est plus de limites. »
- Stendhal

« Je dirai qu'une femme ne doit jamais écrire que des œuvres posthumes à publier après sa mort. »
- Champfleury

« ...une pauvre veuve qui n'avait qu'un fils unique. »
- Émile Zola

« Un petit ménage si gentil, et propre, et qui s'adorait, et où l'on n'entendait jamais un mot plus haut l'un que l'autre ! »

### Amphigouris
- Alphonse de Lamartine

« C'était un de ces moments où l'âme a besoin de cette glace que l'accent d'un sage jette sur l'incendie du cœur pour retremper le ressort d'une énergique résolution. »
- Victor Hugo

« Il se leva debout. »
- Champfleury

« Rien que l'arrivée de Mme Borderie rompait le fil électrique empoisonné qui servait de conducteur à l'esprit de la société... »
- Champfleury

« Le pépin du mécontentement était semé dans une terre fertile et allait donner en peu de temps un arbre touffu. »
- Alexandre Dumas

« Cette fois, les regards furent si directs, que Montalais sentit le rouge lui monter au visage en flammes violettes. »
- Alexandre Dumas

« Ah ! dit don Manoel en portugais. »
- Joris-Karl Huysmans

« Éclairés par des becs de gaz, allumés de loin en loin, des murs frappaient des coups crus dans l'ombre. »
- Alphonse Daudet

« [un instituteur] aux yeux ardents, d'un bleu globuleux et fanatique. »
- Léon Cladel

« ...ce renard, qui s'était approché de mon observatoire à pas de loup, ne mangera jamais plus de pain.
- Émile Zola

« Oui, oui, nous partons, dit Pierre, qui se détourna, cherchant son chapeau, pour s'essuyer les yeux. »
- Eugène Sue

« Je m'en vais mettre les fers au feu pour tirer les vers du nez de Mme Barbançon afin de voir ce qu'elle a dans le ventre ! »
- Jules Verne

« Les doigts du capitaine couraient alors sur les claviers de l'instrument ; je remarquai qu'il n'en frappait que les touches noires, ce qui donnait à ses mélodies une couleur essentiellement écossaise. »
- Frédéric Soulié

« Son œil, à demi fermé, vibrait et haletait, pour ainsi dire, lançant autour d'elle des regards trempés de volupté. »
- Léopold Stapleaux

« Il portait un veston et un gilet à carreaux avec un pantalon de même couleur. »
- Gustave Aimard

« Bientôt les navires se trouvèrent à plusieurs milles de ces deux cadavres, dont l'un était plein de vie. »

### Amphibologies,cacophonies,kakemphatons
- Paul Scarron

« Ô le plus grand poltron qui jamais ait été ! »
- Pierre Corneille

« Et le désir s’accroît quand l’effet se recule. »
- Gabriel-Marie Legouvé

« Tombe aux pieds de ce sexe à qui tu dois ta mère ! »
- Jean-Baptiste Rousseau

« Vierge non encor née, en qui tout doit renaître. »
- Voltaire

« Non, il n'est rien que Nanine n'honore. »
- Jean-Jacques Rousseau

« Jamais les larmes de mon ami n'arroseront le nœud qui doit nous unir. »
- Victor Hugo

« Je dédaigne et je hais les hommes, et mon pied / Sent le mou de la fange en marchant sur leurs nuques. »
- Pierre-François Tissot

« La vache paît en paix dans ces gras pâturages. »
- Honoré de Balzac

« Le diable aime surtout à mettre sa queue dans les affaires des pauvres femmes délaissées, et Caroline en est là. »
- Jean-Pons-Guillaume Viennet

« Les paysans fuyaient en emportant leurs lares. »

## La phrase du chapeau
Parmi les curiosités ou les monstruosités littéraires, dit Albert Cim, la « phrase du chapeau » de l'académicien Patin est légitimement célèbre. Robert de Bonnières l'a citée comme « le plus mémorable exemple du plus joyeux galimatias » :
« Disons-le en passant, ce chapeau fort classique, porté ailleurs par Oreste et Pylade, arrivant d'un voyage, dont Callimaque a décrit les larges bords dans des vers conservés, précisément à l'occasion du passage qui nous occupe, par le scoliaste, que chacun a pu voir suspendu au cou et s'étalant sur le dos de certains personnages de bas-reliefs, a fait de la peine à Brumoy qui l'a remplacé par un parasol. »
Cim ajoute que Patin a néanmoins été surpassé par Léon Cladel qui, dans l'un de ses contes, a réussi à intercaler une bonne partie de l'histoire de France et d'Angleterre entre le sujet et le verbe de cette phrase :
« À peine eut-elle débouché des gorges de Saint-Yrieix sur le plateau marneux qui les surplombe et d'où l'on découvre, à travers l'immense plaine s'étendant du dernier chaînon des Cévennes aux assises des Pyrénées, ces montagnes dont la beauté grandiose arracha jadis des cris d'enthousiasme au peu sensible Béarnais, déjà roi de Navarre, et faillit le rendre aussi troubadour que bien longtemps avant lui l'avait été Richard Cœur de Lion, alors simple duc du Pays des Eaux, où l'on trouve encore quelques vestiges des monuments érigés en l'honneur de ce descendant de Geoffroy, comte d'Anjou, lequel seigneur, aucun historien n'a su pourquoi ni comment, ornait en temps de paix sa toque, en temps de guerre son haubert d'une branche de genêt, habitude qui lui valut le surnom de Plantagenet, porté plus tard par toute la famille française à laquelle le trône anglo-saxon, après la mort d'Étienne de Blois, le dernier héritier du trône de Normandie, avait été dévolu, ma monture prit peur et manqua de me désarçonner. »

## Perles apocryphes
Albert Cim signale au cours de son livre quelques perles apocryphes, le plus souvent inventées de toutes pièces en vue de nuire à leur auteur supposé.
- « L'amour a vaincu Loth ! » Attribué à Simon-Joseph Pellegrin.
- « J'habite à la montagne, et j'aime à la vallée. » Attribué, avec plusieurs autres, à Charles-Victor Prévost d'Arlincourt.
- « Il sortit de la vie / Comme un vieillard en sort. » Attribué à Victor Hugo qui, selon Onésime Reclus, était le premier à rire de cette plaisanterie et ne manquait pas de riposter : « Tout en faisant des vers comme un vieillard en f'rait. » Ce calembour involontaire provient d'un drame d'Adolphe Dumas où l'on trouve ces deux vers qui firent tomber la pièce : « Je sortirai du camp, mais quel que soit mon sort / J'aurai montré, du moins, comme un vieillard en sort[58]. »